# William Kissam Vanderbilt II

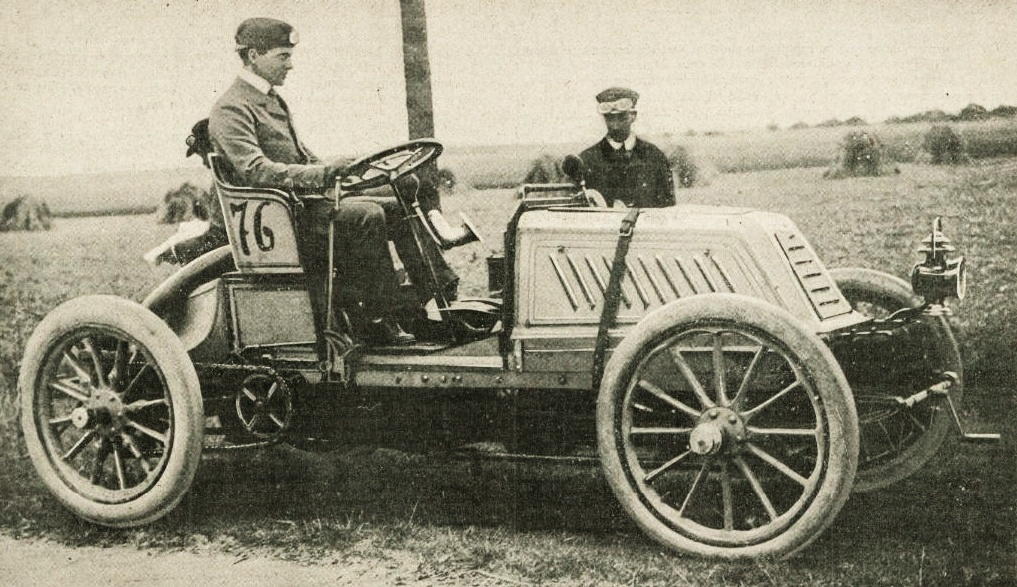
Vanderbilt, nuevo récord del mundo de velocidad al volante de un Mors (1902)

William Kissam Vanderbilt II (26 de octubre de 1878 - 8 de enero de 1944) fue un rico heredero estadounidense. Miembro de la familia Vanderbilt, ocupó la presidencia del Ferrocarril Central de Nueva York, y fue un entusiasta de las carreras de coches y patrón de yates deportivos.

## Primeros años
Vanderbilt nació en 1878 en la Ciudad de Nueva York. Era el segundo descendiente y primer hijo varón de William Kissam Vanderbilt y de Alva Erskine Smith. Conocido familiarmente como Willie K.,  era hermano de Harold Stirling Vanderbilt y  de Consuelo Vanderbilt. Rodeado de lujos desde su infancia, se crio en el ambiente de las mansiones Vanderbilt, viajó a Europa frecuentemente, y navegó alrededor del globo en los yates propiedad de su padre.
Se educó primero con tutores particulares y después en la St. Mark's School. Alumno de la Universidad de Harvard, solo permaneció dos años en la institución.

## Carrera
Mientras una gran parte de su vida estuvo ocupada con viajes y actividades de ocio, el padre de Willie lo puso a trabajar en las oficinas del negocio familiar en la Gran Estación Central de Manhattan. En 1905, de acuerdo con otros miembros de la familia, edificó un conjunto residencial en el número 666 de la Quinta Avenida para su propio uso.
Ya extremadamente rico gracias a un fondo fiduciario y a sus ingresos como presidente de la Compañía del Ferrocarril Central de Nueva York, tras la muerte de su padre en 1920, Willie heredó una multimillonaria fortuna.

### Servicio militar
El 9 de mayo de 1917, Vanderbilt prestó servicio activo en la armada como lugarteniente al mando del buque USS Tarantula (SP-124) en la Sección Naval de Brooklyn. El Tarantula era un yate  propiedad de Vanderbilt arrendado a la armada durante la guerra. Su cometido era patrullar las aguas del 3er Distrito Naval y escoltar los convoyes que surcaban las aguas próximas a Nueva York y Nueva Jersey.  El 1 de octubre de 1917, Vanderbilt fue licenciado temporalmente para que pudiera reasumir su cargo como vicepresidente del Ferrocarril Central de Nueva York. Unos meses más tarde accedió al cargo de presidente de la compañía, puesto en el que permaneció durante el resto de la guerra.
Después de la guerra, el 17 de mayo de 1921, Vanderbilt fue nombrado comandante lugarteniente de la Reserva Naval.  Permaneció en la Reserva Naval hasta que se le transfirió a la Lista de Retirados de Honor el 1 de enero de 1941 por incapacidad física.

### Vida como heredero
A pesar de su gran interés por las carreras de caballos y las competiciones de yates, estuvo particularmente fascinado por los automóviles. Cuando tenía diez años de edad, durante una estancia en el sur de Francia,  había montado en un triciclo de vapor, recorriendo los siete kilómetros de distancia entre Beaulieu-sur-Mer y Montecarlo, y en 1898, con veinte años,  adquirió en Francia un triciclo con motor de gasolina De Dion-Bouton y lo embarcó a Nueva York. Continuó adquiriendo otros vehículos motorizados, escandalizando a ciudadanos y agentes de la ley al atravesar a toda velocidad las ciudades y pueblos de Long Island cuando se desplazaba a Idle Hour, la propiedad de verano de sus padres en Oakdale.
Marino experimentado, participó en diversas regatas, ganando la Copa Lipton en 1900 con su nuevo yate de 21 m, nombrado Virginia en honor de su novia. En 1902, Vanderbilt comenzó la construcción de su propia casa de verano en Lake Success (Long Island), con el nombre de "Deepdale".
La navegación pasaría a un segundo plano ante su entusiasmo por los coches deportivos. En 1904 batió el récord mundial de velocidad con una marca de 148.54 km/h al volante de un Mercedes en Daytona, Ormond Beach, Florida. Aquel mismo año, organizó la Copa Vanderbilt, el primer trofeo automovilístico importante en los Estados Unidos. Se trataba de un acontecimiento internacional, diseñado para espolear a los fabricantes americanos a competir con los europeos. El gran premio en dinero en efectivo atrajo a los mejores pilotos y sus vehículos del otro lado del Océano Atlántico, que habían competido en la Copa Gordon Bennett. Disputada en un circuito localizado en el condado de Nassau  (Long Island, Nueva York), la carrera atrajo a grandes multitudes esperando ver cómo los poderosos vehículos europeos eran derrotados por un coche americano. Sin embargo, un automóvil francés Panhard ganó la primera carrera, y los seguidores locales tendrían que esperar hasta 1908 para ver cumplido su deseo, cuando George Robertson,  un piloto de 23 años originario de Garden City (Nueva York), se convirtió en el primer americano en ganar la Copa Vanderbilt.

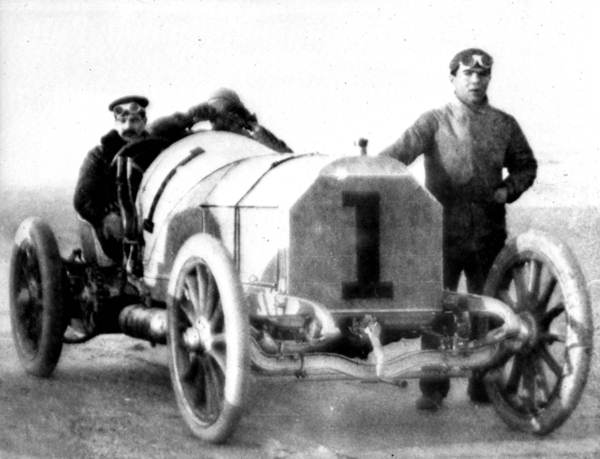
Vanderbilt y su potente Mercedes en Daytona (1904)

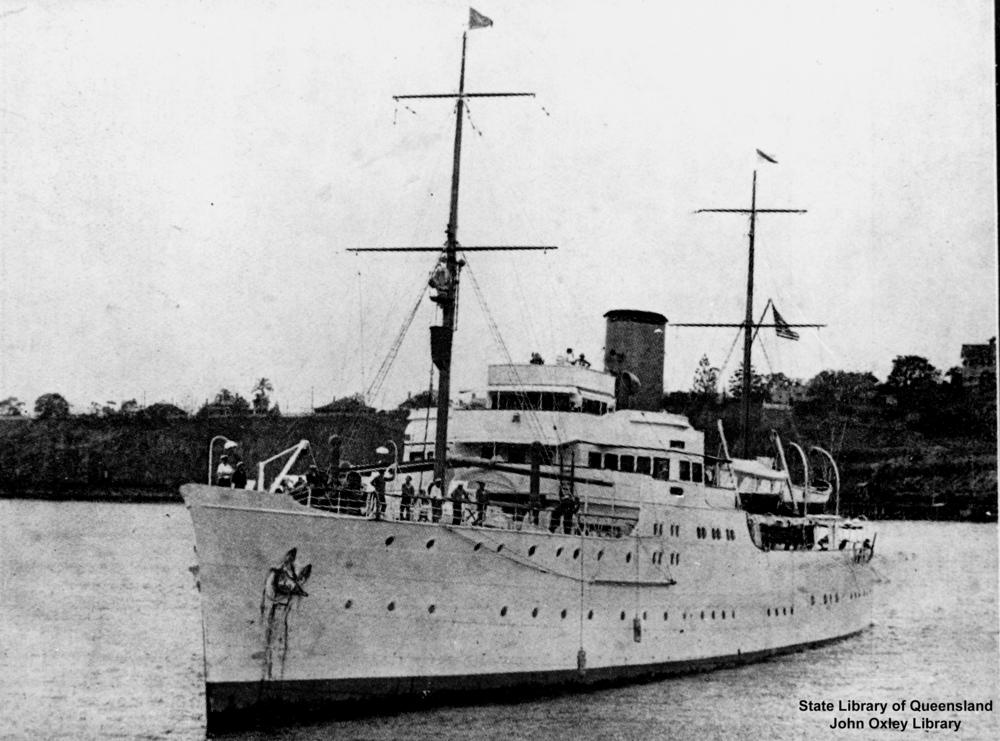
El yate "Alva" (1931)

Las carreras de la Copa Vanderbilt tuvieron repetidamente problemas de control del público, y en la edición de 1906 un espectador resultó muerto. Viendo la posibilidad de solucionar el problema de la seguridad y a la vez dar mayor repercusión a su carrera, Vanderbilt formó una empresa para construir el Autódromo de Long Island, una de las primeras instalaciones modernas de carreras de los Estados Unidos. La construcción empezó en 1907, con la multimillonaria obra de la autopista de peaje de 77 km para conectar el nuevo autódromo con Nueva York, superando el Lago Ronkonkoma. La autopista de peaje nunca fue capaz de generar beneficios sostenibles, y en 1938 se cedió formalmente a la administración.
La nueva autopista complementó un servicio ferroviario que facilitaba una salida rápida de Manhattan. Convertido en el primer conmutador de automóviles periférico, Vanderbilt comenzó a trabajar en 1910 en el mucho más elaborado proyecto inmobiliario de "Eagle Nest" en Centerport, Long Island.
Ávido coleccionista de piezas singulares de historia natural y de especímenes marinos, así como de objetos antropológicos,  viajó extensamente a bordo de su yate a numerosos destinos alrededor del mundo. Adquirió una vasta colección de objetos durante sus bien documentados viajes.
Tras  finalizar su servicio con la Armada de los Estados Unidos durante la Primera Guerra Mundial, publicó un libro titulado "Un viaje a través de Sicilia, Túnez, Argelia, y el sur de Francia". Unos cuantos años más tarde,  colaboró con William Belanske, un artista del Museo Americano de Historia Natural, para participar en un viaje científico a las Islas Galápagos. Hacia 1922, Vanderbilt había encargado la construcción de un museo abierto al público en su propiedad de Long Island, y menos de una década más tarde añadió una segunda planta al edificio para acomodar las crecientes colecciones. Contrató a Belanske  con dedicación exclusiva como conservador del museo.

### Residencias
En 1925 se desprendió de su lujoso yate, el Eagle, y adquirió una propiedad en Fisher Island, Florida, que utilizó como residencia de invierno. Construyó una mansión completa con instalaciones de amarre para su yate, un hangar para un hidroavión, pistas de tenis, piscina, y un campo de golf de once hoyos. Esta casa se bautizó Alva Base, y era obra del arquitecto Maurice Fatio. Además de esta propiedad, y su casa de campo de Long Island, Vanderbilt también poseyó una granja en Tennessee y Kedgwick Lodge, una finca de caza diseñada para su padre por el arquitecto Stanford White, junto al río Restigouche en Nuevo Brunswick, Canadá.

## Vida personal
En 1899, Vanderbilt se casó con  Virginia Graham Fair (1875-1935), una rica heredera cuyo padre, James Graham Fair, había hecho una gran fortuna con la minería en el famoso Comstock Lode. Pasaron su luna de miel en su propiedad de Idle Hour, pero sufrieron la desgracia de que la mansión fuese completamente arrasada por el fuego. Antes de su separación y divorcio, Vanderbilt y su mujer tuvieron un hijo y dos hijas, recibiendo la más joven el nombre de la hermana de Vanderbilt:
- Muriel Vanderbilt (1900-1972), casada tres veces, primero en 1925 con Frederic Cameron Church, Jr., luego con Henry Delafield Phelps y por último con John Payson Adams.
- Consuelo Vanderbilt (1903-2011), casada con Noble Clarkson Earl (1900-1969).
- William Kissam Vanderbilt III (1907-1933), que heredó la pasión de su padre por los coches de carreras y los viajes exóticos, y que murió en un accidente de automóvil en Carolina del Sur cuando regresaba a la casa de su padre en Florida desde Nueva York.

Los Vanderbilt se separaron después de diez años de matrimonio, pero no se divorciaron formalmente hasta 1927, cuando Vanderbilt quiso casarse de nuevo. Los trámites del divorcio fueron gestionados por sus abogados de Nueva York, mientras Vandelbilt permanecía con Rosamund Lancaster Warburton (1897-1947) (anterior esposa de Barclay Harding Warburton II, heredero de la fortuna del propietario de grandes almacenes John Wanamaker), esperando discretamente alejado de los medios de comunicación en una casa en el barrio parisino de Passy. Cuando se completó el divorcio, la pareja se casó en el Hotel de Ville (ayuntamiento) de París el 5 de septiembre de 1927. Tras casarse, Vanderbilt se convirtió en padrastro de Barclay Harding Warburton III.
Víctima de una afección cardíaca, Vanderbilt murió en 1944.  Está enterrado en el mausoleo familiar del Cementerio Moravian de Staten Island, Nueva York.

### Legado
- En 1931, Vanderbilt encargó al astillero Germaniawerft de la empresa Krupp en Kiel, Alemania, su yate de 80 m de eslora impulsado por motores diésel, el Alva. El buque fue donado a la Armada de los EE. UU. el 4 de noviembre de 1941, siendo transformado en un cañonero con el nombre de USS Plymouth (PG-57) el 29 de diciembre de 1941. El Plymouth se empleó principalmente como escolta de convoyes en la Costa del Este y del Caribe, y resultó hundido por un torpedo lanzado por un submarino un alemán el 4 de agosto de 1943.

- En los años 1940, Vanderbilt había organizado su testamento de modo que, a su muerte, la propiedad de Eagle's Nest, junto con un fondo de 2 millones de dólares, fuese donado al Condado de Suffolk (Nueva York), para servir como museo público. Desde 1950 es conocido como el Museo Vanderbilt del Condado de Suffolk.[5]